# John Robert Ross

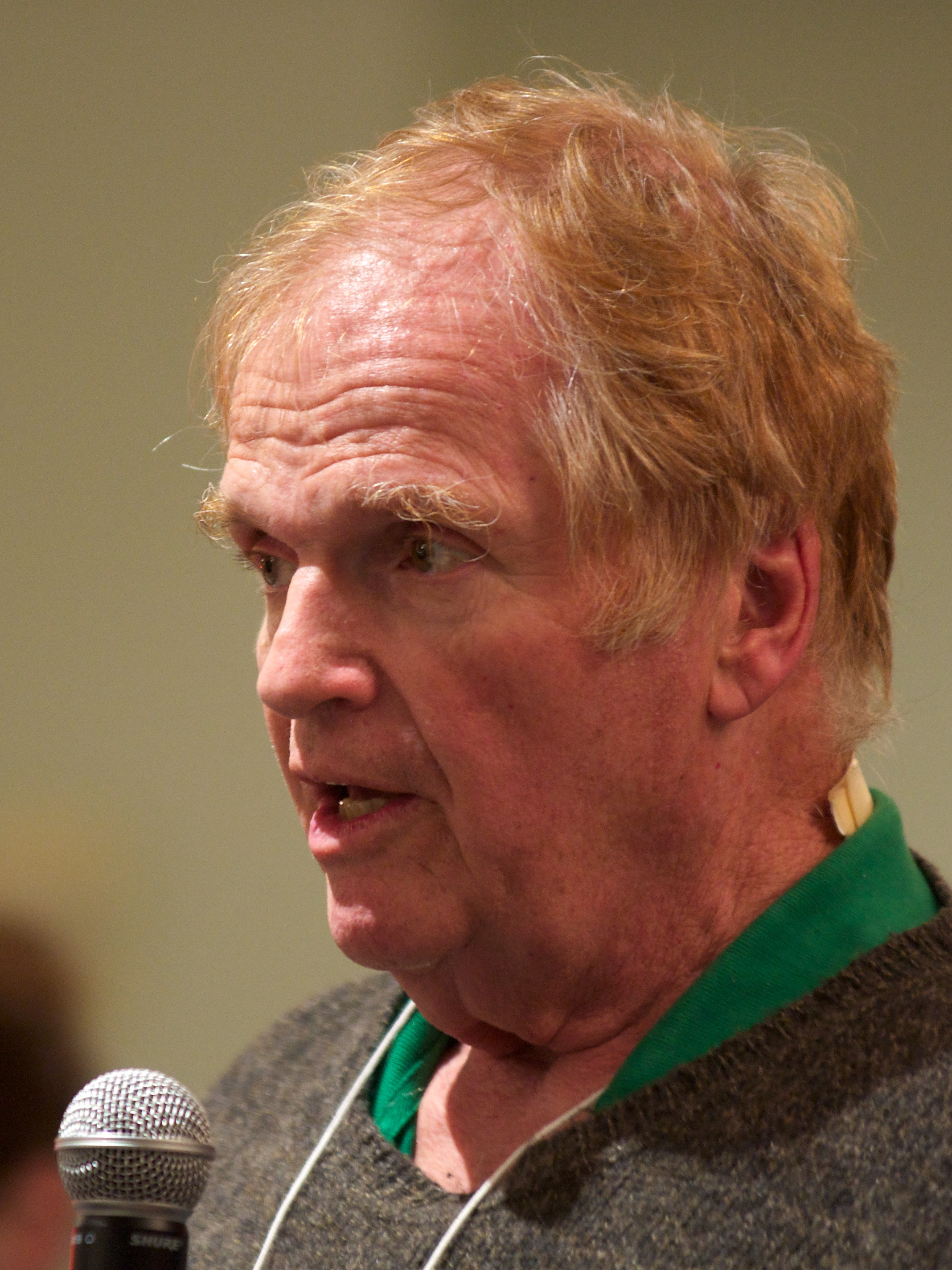
Haj Ross (2011)

John Robert „Haj“ Ross (* 7. Mai 1938 in Boston, Massachusetts; † vor oder am 16. Mai 2025) war ein US-amerikanischer Sprachwissenschaftler. Ross war maßgeblich an der Entwicklung der Generativen Semantik beteiligt und arbeitete in diesem Zusammenhang mit George Lakoff zusammen. Ross ist weiterhin bekannt für seine Arbeiten zum Scrambling und Gapping aus generativer Sicht sowie für den von ihm geprägten Begriff category squish, der für einen fließenden Übergang bei der Unterscheidung syntaktischer Kategorien in den Sprachen der Welt (vgl. Wortart) und gegen eine diskrete Unterscheidbarkeit, vor allem im Bereich der Unterscheidung zwischen Nomen und Verb argumentiert.

## Schriften
- Constraints on Variables in Syntax. Dissertation. MIT, Cambridge MA 1967, (Publiziert als: Infinite Syntax! Ablex, Norwood NJ 1987, ISBN 0-89391-042-2).
- Gapping and the order of constituents. In: Manfred Bierwisch, Karl Erich Heidolph (Hrsg.): Progress in linguistics. A collection of papers (= Ianua linguarum. Series maior. 43, ISSN 0075-3114). Mouton, Den Haag u. a. 1970, S. 249–259.
- The Category Squish: Endstation Hauptwort. In: Chicago Linguistic Society. Papers from the Regional Meeting. 8, 1972, ISSN 0577-7240, S. 316–328.
- mit George Lakoff: Is deep structure necessary? In: James D. McCawley (Hrsg.): Notes from the Linguistic Underground (= Syntax and Semantics. 7). Academic Press, New York NY u. a. 1976, ISBN 0-12-613507-X, S. 159–164.